# Мінгес (Техас)
Мінгес (англ. Mingus) — місто (англ. city) в США, в окрузі Пало-Пінто штату Техас. Населення — 223 особи (2020).

## Географія
Мінгес розташований за координатами 32°32′11″ пн. ш. 98°25′30″ зх. д. / 32.53639° пн. ш. 98.42500° зх. д. (32.536350, -98.424871).  За даними Бюро перепису населення США в 2010 році місто мало площу 4,01 км², уся площа — суходіл.

## Демографія
Згідно з переписом 2010 року, у місті мешкало 235 осіб у 101 домогосподарстві у складі 58 родин. Густота населення становила 59 осіб/км².  Було 141 помешкання (35/км²).
Расовий склад населення:
| - 88,9 % — білих - 1,3 % — корінних американців - 0,4 % — вихідців з тихоокеанських островів - 8,5 % — осіб інших рас |

До двох чи більше рас належало 0,9 %. Частка іспаномовних становила 16,6 % від усіх жителів.
За віковим діапазоном населення розподілялося таким чином: 23,8 % — особи молодші 18 років, 60,5 % — особи у віці 18—64 років, 15,7 % — особи у віці 65 років та старші. Медіана віку мешканця становила 43,7 року. На 100 осіб жіночої статі у місті припадало 108,0 чоловіків;  на 100 жінок у віці від 18 років та старших — 105,7 чоловіків також старших 18 років.
Середній дохід на одне домашнє господарство  становив 44 216 доларів США (медіана — 31 071), а середній дохід на одну сім'ю — 47 706 доларів (медіана — 31 250). За межею бідності перебувало 26,1 % осіб, у тому числі 32,1 % дітей у віці до 18 років та 26,4 % осіб у віці 65 років та старших.
Цивільне працевлаштоване населення становило 120 осіб. Основні галузі зайнятості: мистецтво, розваги та відпочинок — 16,7 %, фінанси, страхування та нерухомість — 13,3 %, сільське господарство, лісництво, риболовля — 11,7 %.